# Пліщицька сільська рада
Пліщицька сільська́ ра́да (біл. Плешчыцкі сельсавет) — адміністративно-територіальна одиниця у складі Пінського району Берестейської області Білорусі. Адміністративний центр — село Пліщиці.

## Склад
Населені пункти, що підпорядковувалися сільській раді станом на 2009 рік:
| Населений пункт | Тип  | Населення, осіб (2009) |
| --------------- | ---- | ---------------------- |
| Великі Дворці   | село | 82                     |
| Велятичі        | село | 39                     |
| Горново         | село | 108                    |
| Завидчиці       | село | 198                    |
| Іваники         | село | 17                     |
| Кнубово         | село | 232                    |
| Красово         | село | 12                     |
| Криве Село      | село | 3                      |
| Лосичі          | село | 381                    |
| Малі Дворці     | село | 12                     |
| Малі Диковичі   | село | 10                     |
| Местковичі      | село | 162                    |
| Пліщиці         | село | 941                    |
| Сачковичі       | село | 57                     |
| Сернички        | село | 52                     |
| Ститичево       | село | 655                    |

## Населення
За переписом населення Білорусі 2009 року чисельність населення сільської ради становила 2961 особа.

### Національність
Розподіл населення за рідною національністю за даними перепису 2009 року:
| Національність            | Осіб | Відсоток |
| ------------------------- | ---- | -------- |
| білоруси                  | 2603 | 87,91 %  |
| українці                  | 223  | 7,53 %   |
| росіяни                   | 114  | 3,85 %   |
| поляки                    | 5    | 0,17 %   |
| азербайджанці             | 5    | 0,17 %   |
| литовці                   | 3    | 0,10 %   |
| татари                    | 2    | 0,07 %   |
| молдовани                 | 2    | 0,07 %   |
| німці                     | 1    | 0,03 %   |
| грузини                   | 1    | 0,03 %   |
| мордва                    | 1    | 0,03 %   |
| національність не вказана | 1    | 0,03 %   |
| Разом                     | 2961 | 100 %    |